# Gottfried Adrian Müller

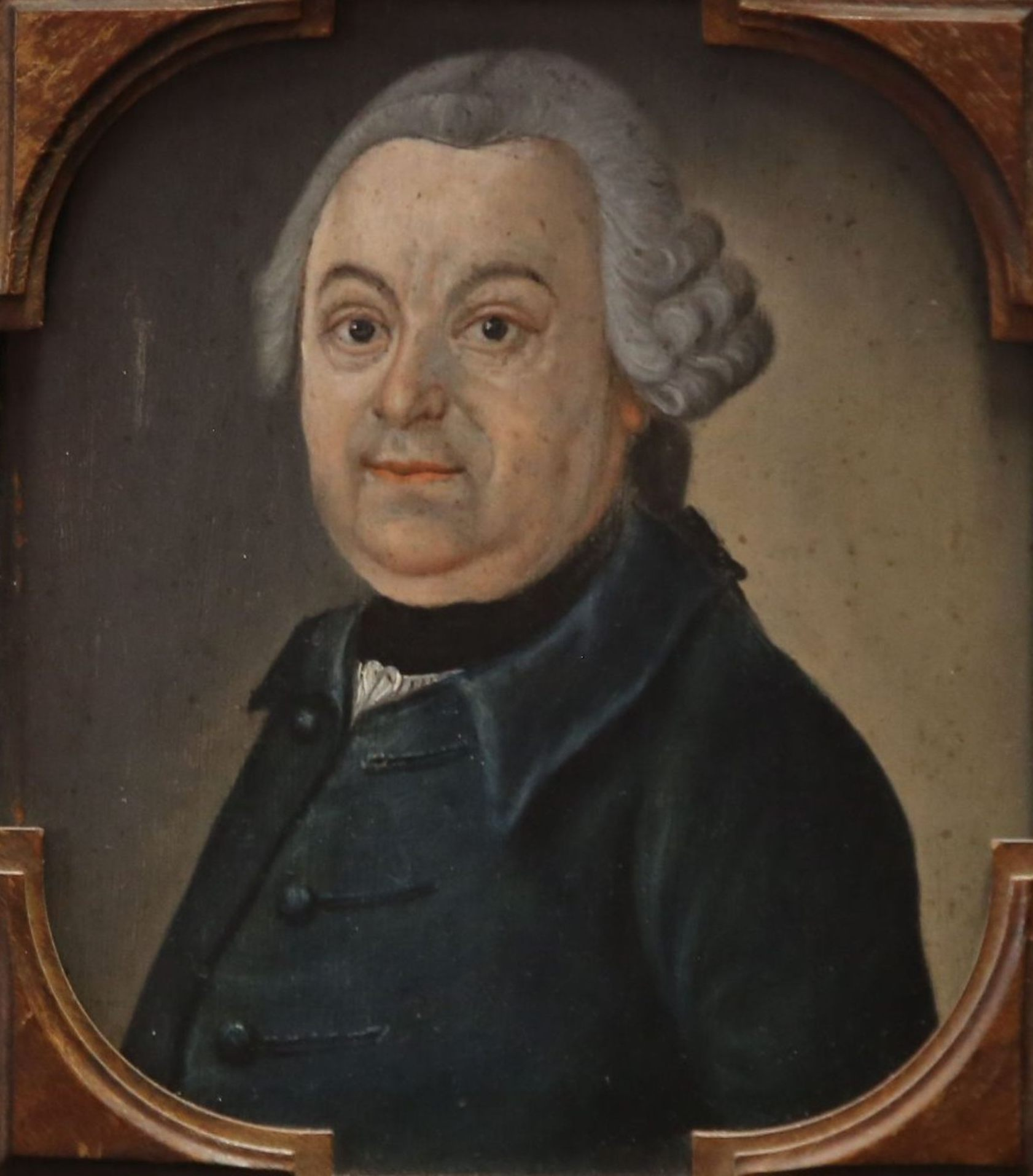
Gottfried Adrian Müller

Gottfried Adrian Müller (* 8. Juni 1710 in Dessau; † 9. Dezember 1778 in Berlin) war ein Jurist, preußischer Kammer- und Kriegsrat sowie Laie der Paläontologie und Mineralogie.

## Herkunft
Er war der Sohn des aus dem Patriziergeschlecht Müller stammenden, fürstlich-anhaltischen Kanzlei- und Regierungsrats Gottfried Müller (* 22. April 1667), der 1694 Syndicus zu Dessau und ab 1709 dortiger Kanzleirat war. Seine Mutter war Tochter eines für die gesamten Fürstentümer Anhalt zuständigen Landrentmeisters namens Pfau.

## Leben
Gottfried Adrian Müller studierte Rechtslehre in Halle und praktizierte einige Zeit als Jurist in Dessau. Sodann wurde er 1738 Auditeur und 1740 Regimentsquartiermeister des preußischen Kürassierregiments Prinz Eugen von Anhalt-Dessau zu Aschersleben und nahm mit diesem am Ersten und Zweiten Schlesischen Krieg teil. 1747 heiratete er Leopoldine Auguste Wilhelmine Wißigk, und 1748 kam sein Sohn in Aschersleben zur Welt. Noch im gleichen Jahr wurde Müller zum Kriegs-, Domänen- und Landrat bei der Halberstädtischen Kammer sowie zum Steuerrat und Commissarius loci in Wernigerode ernannt. Durch sein entgegenkommendes Wesen machte er sich dabei rasch beliebt. Bei der französischen Invasion 1757 war er als Kriegsrat mit Verhandlungen über die Besatzung betraut. Als die Franzosen nach der Schlacht bei Roßbach den Rückzug antreten mussten, führten sie Müller als Geisel mit, wobei er aber bald aus dieser Gefangenschaft freigelassen wurde.
Müller wurde 1759, anstelle des verschleppten Freiherrn von Schellersheim, Stiftshauptmann in Quedlinburg. Dort war er zunächst Verleumdungen ausgesetzt, konnte sich aber das Wohlwollen der Äbtissin des Stifts erkämpfen. Er legte zudem ein privates Kunst- und Naturalienkabinett an. Noch vor 1761 verletzte er sich am rechten Fuß, der schief verheilte, und war dadurch körperlich etwas beeinträchtigt. Nach dem Friedensschluss 1763 kehrten alle Geiseln zurück, und Müller verließ Quedlinburg. 

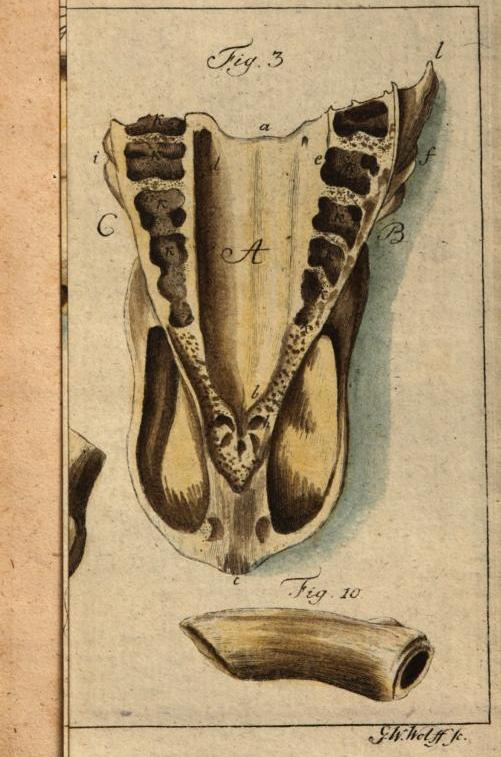
Gaumendach eines prähistorischen Nashorns, aus Müllers Kabinett. Kupferstich 1776

So war er 1765 wieder Geheimer Finanz- und Domänenrat zu Halberstadt, wobei er Vermögenslisten der Halberstädter Juden, etwa des Hirsch Isaac Borchert, an das Generalfiskalat Berlin sandte. 1767 legte er den Grundstein der preußischen Kolonie Friedrichsthal in Hasserode. Ab 1770 ging er, unter Mitnahme versteinerter Knochenfunde und Minerale aus dem Harzgebiet, als Geheimer Oberfinanzrat, Kriegsrat und Domänenrat nach Berlin. Im Februar 1774 wurde er zum Mitglied der Gesellschaft Naturforschender Freunde zu Berlin gewählt. 1776 sorgten einige, von Müller in den Vorjahren bei Quedlinburg gesammelte, Knochen für Aufsehen, die für die Überreste eines prähistorischen Nashorns gehalten wurden. 

## Familie
Aus seiner Ehe mit Leopoldine Wißigk entsprang zumindest ein namentlich bekannter Nachfahre:
- Gottfried Ernst Andreas Müller (* 1748 Aschersleben; † 23. Dezember 1815 ebd.), Landrentmeister, Assessor und Ordensgroßmeister der Großen Landesloge der Freimaurer zu Berlin